# 지오드
지오드(Geode)는 임베디드 컴퓨터 시장을 타겟으로 AMD가 판매하는 x86 호환 SOC 마이크로프로세서 시리즈이다.
이 시리즈는 원래 내셔널 세미컨덕터에서 1999년 발표한 것으로 오리지널 지오드 코어는 사이릭스의 미디어GX(MediaGX)를 기반으로 하고 있다. 내셔널과 사이릭스는 1997년 합병한 바 있다. AMD는 2003년 8월 내셔널로부터 지오드를 사들여 이미 가지고 있던 임베디드 x86 프로세서 생산 라인을 확대하였다. AMD는 지오드 시리즈를 2개의 프로세서를 기반으로 발전시켰는데 지오드 GX/LX는 미디어GX를, 지오드 NX는 애슬론(Athlon)을 기반으로 하고 있다.
지오드 프로세서는 x86 플랫폼으로 작성된 소프트웨어와 호환성을 가진채 낮은 가격과 낮은 전력 소비에 최적화되었다. 미디어GX 기반의 지오드는 SSE나 큰 L1 캐시는 없지만 새로운 애슬론 기반의 지오드 NX에서는 지원하고 있다. 지오드는 보통 노스브리지 같이 별도의 칩셋으로 제공되던 기능을 통합하였다. 지오드 시리즈는 얇고 가벼운 클라이언트와 셋탑 박스, 임베디드 컴퓨터용으로 적합하며 나오(Nao) 로봇과 같은 색다른 용도에서 사용된 것도 발견할 수 있다.
OLPC(One Laptop per Child) 프로젝트의 OLPC XO은 원래 GX 시리즈 지오드를 사용했지만 나중에 지오드 LX로 바꾸었다. 리누탑(Linutop) 또한 지오드 LX를 사용하며 3COM 오드레이(Audrey)는 200MHz의 지오드 GX1을 사용했다.
제품명 SCxxxx 지오드는 단일 칩 버전으로 SiS 552, 비아 코어퓨전, 인텔 톨라파이(Tolapai)와 비견되는데 CPU와 메모리 컨트롤러, 그래픽, I/O 장치들을 하나의 패키지에 통합하였다. 이 프로세서를 사용하는 보드는 Artec Group, PC Engines (WRAP), Soekris에서 제조하고 있다.
이 프로세서들은 나중에 지오드로 명명되었다.

## 내셔널 세미컨덕터 지오드

### 지오드 GXm
사이릭스 미디어GX 기반. CPUID는 "CyrixInstead".
- 미디어GX 코어
- 0.35µm, 4 레이어 메탈 CMOS
- MMX (명령어 집합) 명령어 지원
- I/O 전압 3.3V, 코어 전압 2.9V
- 16KB write-back 통합 L1 캐시 내장
- PCI 컨트롤러 내장
- 64비트 SDRAM 메모리 인터페이스
- CS5530 비디오, 사운드 칩 사용 가능
- VSA 아키텍처
- 1280x1024x8 또는 1024x768x16 화면 표시 가능

### 지오드 GXLV
- 미디어GX 코어
- 0.25µm, 4 레이어 메탈 CMOS
- I/O 전압 3.3V
- 코어 전압 2.2V, 2.5V, 2.9V
- 16KB write-back 통합 L1 캐시
- 완전한 스태틱 설계
- 1.0W@2.2V/166MHz, 2.5W@2.9V/266MHz

### 지오드 GX1
- 미디어GX 코어
- 0.18µm CMOS
- 200 ~ 333MHz
- 코어 전압 1.6 ~ 2.2V
- 16KB L1 캐시
- 0.8W ~ 1.2W
- SDRAM 메모리 111MHz
- CS5530A 주변 칩 사용 가능
- 85Hz VGA 리프레시 레이트 가능

내셔널 세미컨덕터/AMD SC1100은 사이릭스 GX1 코어를 기반으로 하며 CS5530을 사용할 수 있다.

### 지오드 GX2
2001년 10월 내셔널 세미컨턱터가 마이크로프로세서 포럼에서 발표하였으며 2002년 6월 중화민국의 컴퓨텍스(COMPUTEX)에서 처음 시연되었다.
- 0.15µm 공정
- MMX (명령어 집합)와 3DNow! 명령어 지원
- 16KB 명령어 캐시와 16KB 데이터 캐시
- 지오이드링크 아키텍처, 초당 6GB 칩 내부(on-chip) 대역폭, 초당 2GB 메모리 대역폭
- 64비트 PC133 SDRAM, DDR266 컨트롤러 내장
- 클럭 속도 266, 333, 400MHz
- 3 PCI 마스터 지원
- 1600x1200x24비트 화면 표시(비디오 스케일링 지원)
- CRT DAC, UMA DSTN/TFT 컨트롤러 내장
- 지오드 CS5535 주변 칩 사용가능

## AMD 지오드
2002년 AMD는 내셔널 세미컨덕터 GX2의 제품명을 바꾸어 지오드 GX 시리즈로 발표했으며 곧이어 667MHz로 작동하는 지오드 LX를 출시하였다. LX는 더 빠른 속도의 DDR 지원, 명령어 파이프라인 재설계, 좀 더 강력한 디스플레이 컨트롤러 같이 많은 점이 개선되었다. 또한 CS5535 I/O 주변 칩을 CS5536로 업그레이드해서 더 빠른 속도의 USB를 지원하게 되었다.
지오드 GX와 LX는 씬(thin) 클리이언트와 공업용 제어 시스템에서 찾아볼 수 있다. AMD 지오드는 비아의 x86 프로세서를 압박했지만 ARM과 XScale은 더 많은 저가형 비즈니스 시장을 점유하고 있었다.
GX와 LX 코어의 낮은 성능때문에 AMD는 크게 성공한 애슬론 프로세서 K7을 임베디드 버전으로 바꾼 지오드 NX를 발표했다. 지오드 NX는 써러브레드(Thoroughbred) 코어를 사용했으며 애슬론 XP-M과 매우 비슷했다. 지오드 NX는 256KB의 L2 캐시를 내장하고 있으며 NX1500 제품의 경우 냉각팬없이 1GHz로 동작하며 소비 전력은 6W이다. 또한 NX2001은 1.8GHz, NX1750은 1.4GHz, NX1250은 667MHz로 작동한다.
지오드 NX는 강령한 성능의 FPU를 내장하고 있는데 특히 인포메이션 키오스크(kiosk)나 카지노 게임 기기같은 그래픽 성능이 요구되는 임베디드 기기에 적당하다.
콜로라도 롱몬트의 지오드 프로세서 설계 팀은 해체되어 75명의 종업원은 콜로라도 포트콜린스의 새로운 개발부서로 재배치되었다. 지오드 프로세서 라인은 지오드 설계 센터의 폐쇄로 더 이상의 업데이트는 없을 것으로 예상된다.
2009년 AMD는 더 이상의 후속 제품이나 마이크로아키텍처 업데이트는 없을 것이라고 발표했지만 지오드 프로세서는 아직까지도 구입할 수 있다.

### 지오드 GX
1. 지오드 GX 466@0.9W: 클럭 속도: 333MHz
2. 지오드 GX 500@1.0W: 클럭 속도: 366MHz
3. 지오드 GX 533@1.1W: 클럭 속도: 400MHz

### 지오드 LX
1. LX 700@0.8W: 클럭 속도 433MHz에서 1.3와트 전력소모(TDP 3.1W)
2. LX 800@0.9W: 클럭 속도 500MHz에서 1.8와트 전력소모(TDP 3.6W)
3. LX 900@1.5W: 클럭 속도 600MHz에서 2.6와트 전력소모(TDP 5.1W)

기능:
- 저전력
- x86 완벽 호환
- 프로세서 구성
  - CPU 코어
  - 지오드링크 컨트롤 프로세서
  - 지오드링크 인터페이스 유닛
  - 지오드링크 메모리 컨트롤러
  - 그래픽 프로세서
  - 디스플레이 컨트롤러
  - 비디오 프로세서
  - 비디오 입력 포트
  - 지오드링크 PCI 브리지
  - 시큐리티 블록
    - 128비트 AES(Advanced Encryption Standard) - (CBC/ECB)
    - 난수 발생기(True Random Number Generator)

세부 사항:
- 동작 주파수 600MHz (LX900), 500MHz (LX800), 433MHz (LX700).
- 전원 관리: ACPI, lower power, SMI/INTR 웨이크업.
- 64KB 명령어 / 64K 데이터 L1 캐시와 128KB L2 캐시
- 명령어/테이터 캐시/TLB(Translation Lookaside Buffer) 분할
- DDR 메모리 400MHz (LX 800), 333 MHz (LX 700)
- MMX (명령어 집합)와 3DNow! 명령어 지원
- 9GB/s 내부 지오드링크 인터페이스 유닛 (GLIU)
- 고해상도 CRT와 TFT 동시 표시 가능, VESA 1.1과 2.0 VIP/VDA 지원
- 0.13µm 공정으로 제조
- 481-터미널 PBGA

### 지오드 NX
1. NX 1250@6W: 클럭 속도: 667MHz, 평균 전력 소모 6와트, TDP 9 와트 (코어 작동 전압 1.0볼트).
2. NX 1500@6W: 클럭 속도: 1GHz, 평균 전력 소모 6와트, TDP 9 와트 (코어 작동 전압 1.1볼트).
3. NX 1750@14W: 클럭 속도: 1.4GHz, 평균 전력 소모 14와트, TDP 25 와트 (코어 작동 전압 1.25 볼트).

가능:
- 모바일 애슬론 XP-M 기반의 7세대 코어
- 전력 관리: AMD PowerNow!, ACPI 1.0b, ACPI 2.0.
- 128KB L1 캐시
- 256KB L2 캐시
- 133MHz FSB
- 3DNow!, MMX, SSE 명령어 지원
- 0.13µm 공정
- NX 시리즈와 핀 호환성
- 리눅스, 윈도우 CE, 윈도우 XP 지원.
- 소켓 A 마더보드와 호환성

#### 지오드 NX 2001
2007년 지오드 NX 2001 모델이 판매되었는데 애슬론 XP 2200+ 써러브레드의 제품명을 바꾼 것에 불과했다. 이 프로세서는 제품 번호가 AANXA2001FKC3G 또는 ANXA2001FKC3D으로 1.8GHz로 작동되며 코어 전압은 1.65 볼트, 소모 전력은 발표되지 않았다. 이 프로세서는 공식적으로 출시되어 판매되지 않았으며 지오드 NX CPU보다는 슬롯 A를 사용하는 다른 CPU들과 관련성이 깊다.

## 지오드 칩셋
1. AMD 지오드 CS5530A - 지오드 GX1 사우스브리지
2. AMD 지오드 CS5535 - 지오드 GX/LX 사우스브리지, 4개의 USB 포트 내장 (USB 1.1), ATA-66 UDMA 컨트롤러, 적외선 통신 포트, AC97 컨트롤러, SMBUS 컨트롤러, LPC(Low Pin Count) 포트(GPIO), 전력 관리와 기타 레거시 기능 지원.
3. AMD 지오드 CS5536 - 지오드 GX/LX 사우스브리지(USB 2.0). 전력 소모: 1.9W (433 MHz), 2.4W (500 MHz). 이 칩셋은 파워피시(PowerPC) 보드에서도 사용한다(Amy'05).
4. 지오드 NX 프로세서는 소켓 A의 애슬론 XP 프로세서와 호환되며 SIS741CX 노스브리지와 SIS 964 사우스브리지, 비아 KM400 노스브리지와 비아 VT8235 사우스브리지, 비아 KN400A 노스브리지와 비아 VT8237R 사우스브리지 등의 소켓 A 칩셋과도 100% 호환된다.

## 같이 보기
- 넷북
- PC/104
- 인텔 아톰
- 비아 나노

### 지오드 리눅스
- Installing Linux on Geode-based Single-Board Computers
- Linux on Compaq EVO T20 HOWTO
- DEvoSL - DSL on Evo T20 HowTo
- Compaq Evo T20 Notes
- Installing Linux onto the IBM Netvista N2200
- Linux on CASIO Cassiopeia Fiva 보관됨 2011-07-22 - 웨이백 머신
- Linux with Cyrix MediaGXm, NSC/AMD Geode GX 보관됨 2009-11-23 - 웨이백 머신
- Linuterm Linux-based LTSP client.
- Linux Development on the Pepper Pad 3 보관됨 2006-12-09 - 웨이백 머신
- Patching linux with OCF to hook into Geode's AES Security Block
- Pus-pus is a compact Debian-based distribution to run onto the IBM Netvista N2200
- Zeroshell router/firewall appliance 보관됨 2009-06-27 - 웨이백 머신

### 지오드 NetBSD
- Wasabi Systems Certified NetBSD port and NAS software